# Cal Tasar
Cal Tasar és una masia al costat de llevant de l'avinguda de Francesc Maspons del poble de Bigues (poble del Vallès). És al sector central del terme municipal, al sud-oest del Rieral de Bigues; des de darreries del segle XX ha quedat absorbida per la trama urbana de Bigues: queda a l'avinguda de Francesc Maspons, a llevant del camí de Can Segimon. És a la dreta del Tenes, a llevant de Can Traver, a prop i al sud-oest de la Baliarda, que queda a l'altre costat del Tenes, i al costat de llevant de Ca l'Espasa. Forma part del petit conjunt format per Can Curt del Rieral, Can Molina i Cal Tasar.